# Lamachus gilpiniae
Lamachus gilpiniae är en stekelart som beskrevs av Tohru Uchida 1955. Lamachus gilpiniae ingår i släktet Lamachus och familjen brokparasitsteklar. Inga underarter finns listade i Catalogue of Life.